# Ivan Mikulić
Ivan Mikulić (ur. 8 maja 1968 w Mostarze) – bośniacki piosenkarz, reprezentant Chorwacji podczas 49. Konkursu Piosenki Eurowizji (2004).

## Życiorys
Urodził się w Mostarze, a dorastał w Širokim Brijegu. Karierę estradową rozpoczął w 1979 występem na festiwalu Mali Šlager w Sarajewie. W 1980 wygrał w finale międzynarodowego konkursu muzycznego Zlatno slavejče w Skopju, w którym uczestniczył także w następnym roku. Został uznany za jednego z dziesięciu najbardziej utalentowanych dzieci w specjalnym konkursie telewizyjnym zrealizowanym przy udziale uczniów z ponad tysiąca lokalnych szkół. Gdy miał 14 lat, założył pierwszy zespół muzyczny Zvjezdane staze, w którym śpiewał i grał na gitarze basowej.
W 1995 rozpoczął profesjonalną karierę muzyczną, występując z utworem „Ti i ja” na festiwalu Dora. W 1996 wydał debiutancki album studyjny pt. Zaljubljen i lud i rozpoczął współpracę z producentem Miro Buljanem. W 1999 wziął udział w kilku festiwalach muzycznych, m.in. zdobył pierwsze miejsce (za utwór „Pustite me da je volim”) w konkursie Melodije Mostara w Mostarze oraz drugą nagrodę publiczności (za „Ne mogu ja bez tebe”) na festiwalu Split. W tym samym roku wydał album pt. Kaži joj, suzo, a za tytułowy singiel z płyty odebrał nagrodę publiczności na festiwalu Zadar-fest. Kilka tygodni później wyruszył w trasę koncertową z zespołem Saturnus. W 2000 występował w roli Jezusa w lokalnej inscenizacji musicalu Jesus Christ Superstar, za co otrzymał pozytywne recenzje od krytyków i publiczności. W 2001 zdobył pierwszą nagrodę za utwór „Ti mi možeš radit’ sve” na festiwalu Melodije Mostara oraz otrzymał nagrodę publiczności w konkursie Split za piosenkę „Hej D.J.”, którą promował swój trzeci album studyjny pt. Ti si ona prava z 2002.
W marcu 2004 z piosenką „Daješ mi krila” zakwalifikował się do festiwalu Dora, wyłaniającego reprezentanta Chorwacji w 49. Konkursie Piosenki Eurowizji. W półfinale eliminacji zdobył 72 punkty od telewidzów, dzięki czemu awansował z pierwszego miejsca do finału. Zwyciężył w nim dzięki głosom widzów, zostając reprezentantem Chorwacji w półfinale Eurowizji 2004 w Stambule. Przed występem w konkursie nagrał anglojęzyczną wersję zwycięskiej propozycji – „You Are the Only One”. 12 maja wystąpił w półfinale Eurowizji i z dziewiątego miejsca awansował do rozgrywanego trzy dni później finału, w którym zajął 12. miejsce. Z piosenką dotarła do pierwszego miejsca chorwackich list przebojów. W 2005 za wykonanie piosenki „Lovac” zdobył pierwszą nagrodę publiczności na festiwalu Melodije Mostara, a także zajął pierwsze miejsce w głosowaniu widzów w konkursie Melodije Mostara 2006, w którym wziął udział z utworem „Igraj, igraj, nemoj stat'”, promującym jego czwarty album studyjny o tym samym tytule.
W 2007 rozpoczął współpracę z zespołem Babylon oraz wydał pierwszy album kompilacyjny pt. Zlatna kolekcija, zawierający 31 najpopularniejszych kompozycji z jego repertuaru. W 2013 zdobył drugie miejsce w głosowaniu publiczności podczas festiwalu Melodije Mostara, na którym zaprezentował singiel „Braća po kamenu”.

## Dyskografia

### Albumy studyjne
- Zaljubljen i lud (1996)
- Kaži joj, suzo (1999)
- Ti si ona prava (2002)
- Igraj, igraj, nemoj stat' (2006)

### Albumy kompilacyjne
- Zlatna kolekcija (2007)